# Chiesa di San Francesco (Pozzuolo Martesana)
La chiesa di San Francesco è un edificio di culto di  Pozzuolo Martesana, in città metropolitana. La chiesa e il monastero adiacente sono stati soppressi, l'aula ospita esposizioni d'arte. I locali sono stati dichiarati monumento nazionale dal Ministero della Pubblica Istruzione dal 1911.

## Storia
La presenza di una comunità dell'ordine francescano dei frati minori in provincia di Milano è documentata dal XIII secolo, e a Pozzuolo Martesana è indicata precedente al 1295 presso la piccola chiesa dedicata a santa Maria presente già dal XII secolo, che data la sua posizione posta a est di Milano lungo la via che collega a Treviglio, era forse già luogo di pellegrinaggio. La località di Pozzuolo era già stata inserita nella series Hungarica che elencava le chiese presenti dal 1266 al 1267, questo porterebbe a considera una presenza francescana di qualche anno precedente il 1295.
L'insediamento monastico e l'adeguamento della chiesa fu autorizzato dal cardinale Pietro Peregrossi come indicato nel suo lascito testamentario del 1295 riprodotto dal conte Giorgio Giuiani che citava “Pauperibus Consanguineis meis de Pozzolo duecentos Florenos distribuendos inter eos secundum eorum indigentiam, et exigentiam, prout videbitur executoribus meis” (ai miei poveri cugini di Pozzolo duecento fiorini da distribuire fra loro secondo il loro bisogno ed esigenza, come vedranno i miei esecutori testamentari). La chiesa, e maggiormente il convento erano probabilmente necessari al territorio come luogo di accoglienza e assistenza dei viandanti e dei pellegrini.
Dal documento risulta che la chiesa fosse in costruzione così come il convento, il cardinale infatti, predispose che se fosse morto prima dell'ultimazione dei lavori, era fatto obbligo dei beneficiari di seguirne la sua ultimazione, lasciando anche alcune rendite ai frati per il loro sostentamento: “[…] che si comprassero tante possessioni per valore di 10000 fiorini d'oro; e che le rendite di esse si assegnassero annualmente, come meglio si potesse ai frati Minori della chiesa di Pozzolo da lui fabbricata, principalmente per le veti e poi anche per gli altri loro bisogni; Un'altra possessione poi volle del secondo codicillo che si comperasse presso Pozzolo con 300 fiorini d'oro[…] e che questa fosse goduta da frate Pietro dell'Ordine degli umiliati, suo famigliare, fin ch'egli vivesse e poi passasse agli stessi frati di Pozzolo”.
Il cardinale aveva offerto anche molti paramenti liturgici necessari per le celebrazioni: “[…] un paramento bianco ed uno rosso, cinque calici d'argento, cinque messali, antifonari, salteri, breviari ordinari ed altri paramenti già da lui destinati per la loro chiesa […] la sua Bibbia più piccola, ed altri libri della Bibbia colle glose […] Concordiatie magne Biblie, Summa de Vitiis, et Virtubus et Historie Scholastice”
La comunità monastica doveva essere molto ricca alla sua fondazione, proprio grazie a questi lasciti, risultano le presenze di frati dai più anticachi: un frate lettore «Io Antoniuss», un maestro per i novizi «frate Evangelista» e un bacalarius «frate Archangelus de Madiolano» però dal XV secolo visse un periodo di declino e nel 1768 risulta che vi fossero presenti solo otto frati. Il monastero venne soppresso il 1º maggio 1769 per decreto napoleonico e i locali adibiti a magazzini agricoli, mentre la chiesa fu rimodernata nello stile gotico nel Quattrocento rimanendo chiesa parrocchiale. Con la soppressione furono persi anche i verbali dei Capitoli rendendo difficile ricostruire le vicissitudini del convento e della sua chiesa.
Nel Novecento l'edificio necessitò di grandi lavori di recupero e mantenimento.

## Descrizione

### Esterno
La chiesa si trova nella parte sud del chiostro del convento, a pianta quadrata, mentre gli altri tre lati sono i locali del convento stesso. La struttura è completamente in cotto, con esclusione del portale della chiesa in marmo. La facciata a capanna completa di lesene laterali a contrafforti aggettanti, presenta un'alta zoccolatura in pietra. Nella parte centrale l'ingresso principale con il portale completo di due colonne parzialmente intatte in marmo bianco che reggono l'arco della lunetta sempre in marmo. Superiori due alte aperture monofore atte a illuminare l'aula e il grande rosone con profilo, nella parte superiore in marmo bianco. Le monofore si presentano anche nelle facciate laterali, tre per lato, e due nella facciata posteriore.
La torre campanaria è posta sopra l'abside a nord e fu edificata poco dopo l'intero edificio. Si compone da cinque sezioni divise da cornice completa di archetti che indicano una edificazione di qualche decennio successivo la chiesa. La torre ospita cinque campane in si2 crescente restaurate da Gianluigi Barigozzi nel 1986.

### Interno
L'interno a croce latina si presenta ancora in stile architettonico romanico con volta a capriate lignee, mentre il transetto è di piccole dimensioni. L'interno ospita parti di affresco, non sempre di facile identificazione, risalenti agli anni della sua edificazione, e al secolo successivo. La sala si ampie proporzioni termina con la zona del presbiterio e il coro e due piccole absidi laterali.
Parti di affresco, alcuni risalenti al periodo di edificazione della chiesa, o del secolo successivo sono ancora presenti, tra questi l'intradosso dell'arco trionfale con i simboli degli evangelisti, mentre nella parte superiore dell'antica Annunciazione rimane solo sul lato destro l'angelo annunziante, andata perduta la Madonna posta sul lato opposto. La grande raffigurazione di san Cristoforo con il Bambino e san Francesco d'Assisi con la chiesa sono ancora di buona lettura. Un ciclo di busti di santi, purtroppo acefale, segue parti del presbiterio, probabilmente raffiguravano i primi vescovi di Milano e databili al 1295, in forma ancora bizantina ma di buona fattura presentandosi con grande solennità e d'impianto volumetrico. L'abside laterale conserva una crocifissione con la Madonna e san Giovanni inserita in una cornice floreale, di autore ignoto e della metà del XV secolo.
La chiesa ospita mostre e documenti relativi alla storia della chiesa e della comunità francescana.